# Fabian Hiszpański
Fabian Hiszpański (ur. 26 października 1993 w Płocku) – polski piłkarz występujący na pozycji pomocnika w polskim klubie Wisła Płock. Uczestnik finału Pucharu Polski 2020/21.

## Kariera
Wychowanek Wisły Płock. Trzykrotny reprezentant Polski do lat 20. Zaczynał w drugoligowej Wiśle Płock. W sezonie 2014/15 w 1 lidze strzelił trzy gole, miał osiem asyst. Dostał angaż w ekstraklasowym Podbeskidziu Bielsko-Biała. W ich barwach jesienią 2015 roku zaliczył 5 meczów w Ekstraklasie. Latem 2016 roku był na testach w Arce Gdynia, lecz ówczesny trener Grzegorz Niciński się na niego nie zdecydował. Tak więc piłkarz wrócił do Płocka i I ligi. W tej samej klasie rozgrywkowej występował, będąc zawodnikiem Wisły Puławy i Bytovii. Pomijając sezon 2019/20, kiedy z I ligi (Bytovia Bytów) wylądował w III lidze (KKS Kalisz), przez większość swojej kariery Hiszpański utrzymywał się na szczeblu centralnym. W sezonie 2020/21 wraz z kaliską drużyną awansował szczebel rozgrywkowy wyżej. Latem 2021 został sprowadzony przez Arkę Gdynia. Ogółem zaliczył w tym klubie w 40 występów, w których zdobył 1 bramkę i zaliczył 3 asysty, z czego jedną w przegranym finale Pucharu Polski z Rakowem Częstochowa. Po sezonie dołączył do ekstraklasowej Stali Mielec, by latem 2023 przejść z powrotem do Wisły Płock, gdzie się wychował.